# Synagoga Tempel w Krakowie
Synagoga Tempel (Synagoga Postępowa) – zabytkowa reformowana synagoga znajdująca się w Krakowie na Kazimierzu, przy ulicy Miodowej 24. Jest obecnie jedną z czterech czynnych synagog w mieście, jednak nabożeństwa odbywają się w niej wyłącznie okazjonalnie.

## Historia
Synagoga została zbudowana w latach 1860–1862 według projektu Ignacego Hercoka, z inicjatywy Stowarzyszenia Izraelitów Postępowych i Towarzystwa Religijno-Cywilizacyjnego. Starania o budowę synagogi trwały dokładnie 17 lat. Do synagogi uczęszczali wyłącznie Żydzi reformowani, którzy skłaniali się ku asymilacji kulturowej i społecznej z narodem polskim.
Nabożeństwa odprawiano na sposób XIX-wiecznej zreformowanej liturgii. Raz w tygodniu wygłaszano kazania w języku polskim i niemieckim. Głosili je głównie kaznodzieje z wykształceniem akademickim. Synagoga posiadała organy oraz chór, w którym w okresie międzywojennym śpiewały kobiety.
W 1868 roku synagoga została rozbudowana przez Teofila Lamyrskiego, a w 1883 roku przez J. Ertla. Generalnej przebudowy, zmiany wystroju elewacji oraz wnętrza dokonał w latach 1893–1894 Beniamin Torbe we współpracy z Fabianem Hochstimem, który pomagał mu w robotach kamieniarskich. Wówczas od zachodu dobudowano przedsionek i nową fasadę, a od wschodu trójboczną apsydę i ganki. Wnętrze uzyskało dekorację mauretańską.
W 1924 roku nastąpiła ostatnia przebudowa synagogi według planów Ferdynanda Lieblinga oraz Jozuego Oberledera. Do elewacji południowej i północnej dobudowano parterowe nawy boczne, a od wschodu przekształcono ganki ze schodami. Przy okazji pierwszej operacji przekuto otwory w istniejących ścianach, tworząc otwory na wzór arkad. Nie wiadomo, czy te ściany były wcześniej dekorowane. Wówczas to bryła synagogi została ostatecznie ukształtowana i w takiej formie pozostaje do dziś.
Podczas II wojny światowej hitlerowcy zdewastowali synagogę, następnie urządzili w niej magazyn, a w nawie północnej stajnię dla koni. Niemieccy żołnierze pokryli również część budynku grubą warstwą farby. Po zakończeniu wojny w synagodze ponownie odbywały się nabożeństwa, modlili się w niej zarówno postępowcy, jak i ortodoksi, dla których w bocznym pomieszczeniu budynku umieszczono salę modlitewną.
W 1947 roku, w północnej części synagogi powstała mykwa. Regularne nabożeństwa odbywały się do 1968 roku, w latach 70. XX w. już tylko okazjonalnie, a po śmierci ostatniego kantora Abrahama Lesmana w 1985 roku ustały całkowicie, zaś zamknięta synagoga zaczęła stopniowo niszczeć.
Na początku lat 90. XX w. World Monuments Fund z Nowego Jorku wpisał synagogę na listę Programu Dziedzictwa Żydowskiego w Europie Środkowej i Wschodniej. W 1994 roku z inicjatywy World Monuments Fund rozpoczęto gruntowny remont synagogi, na który organizacja przeznaczyła milion dolarów. Całość podzielono na cztery etapy.

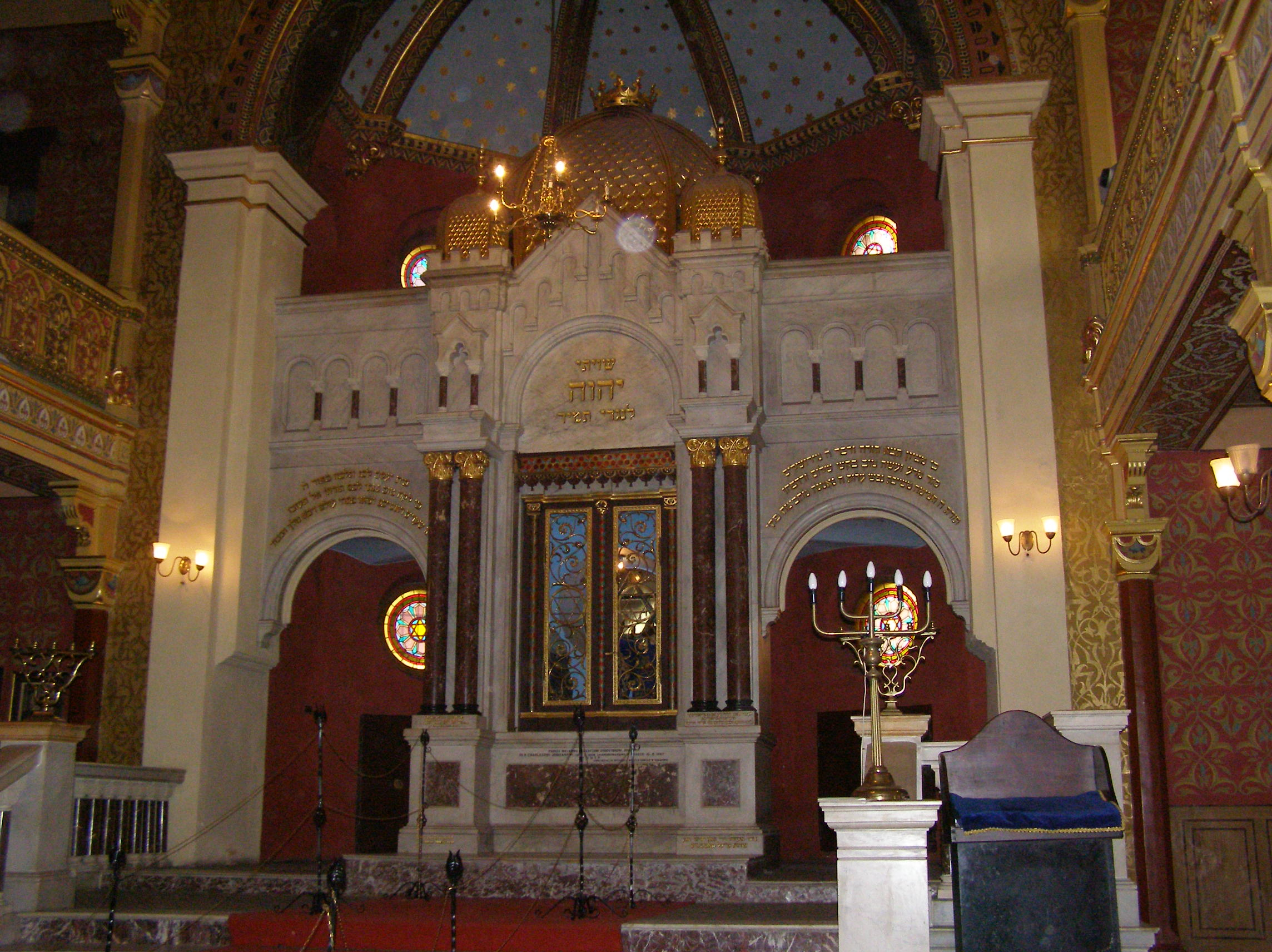
Aron ha-kodesz
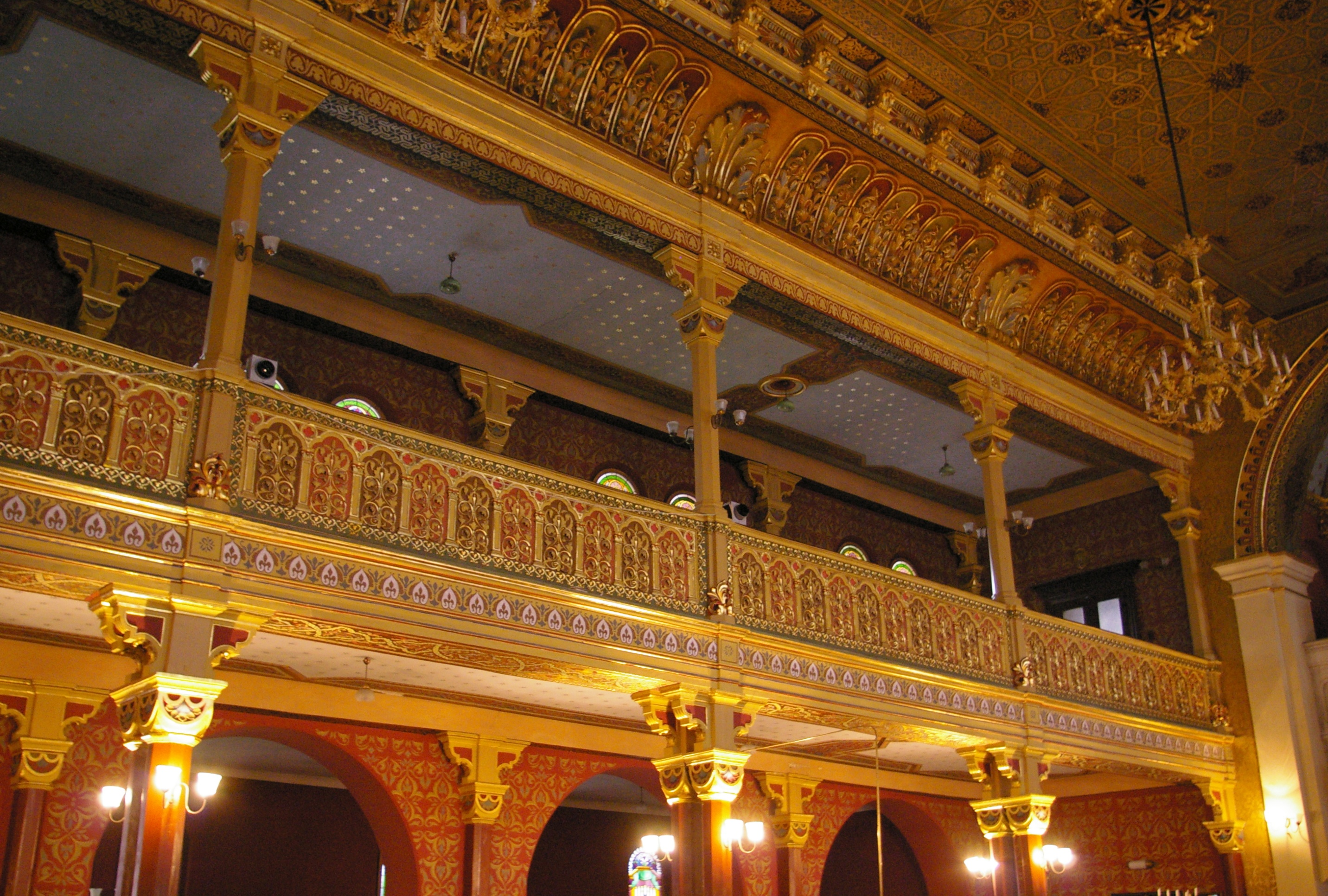
Galerie dla kobiet
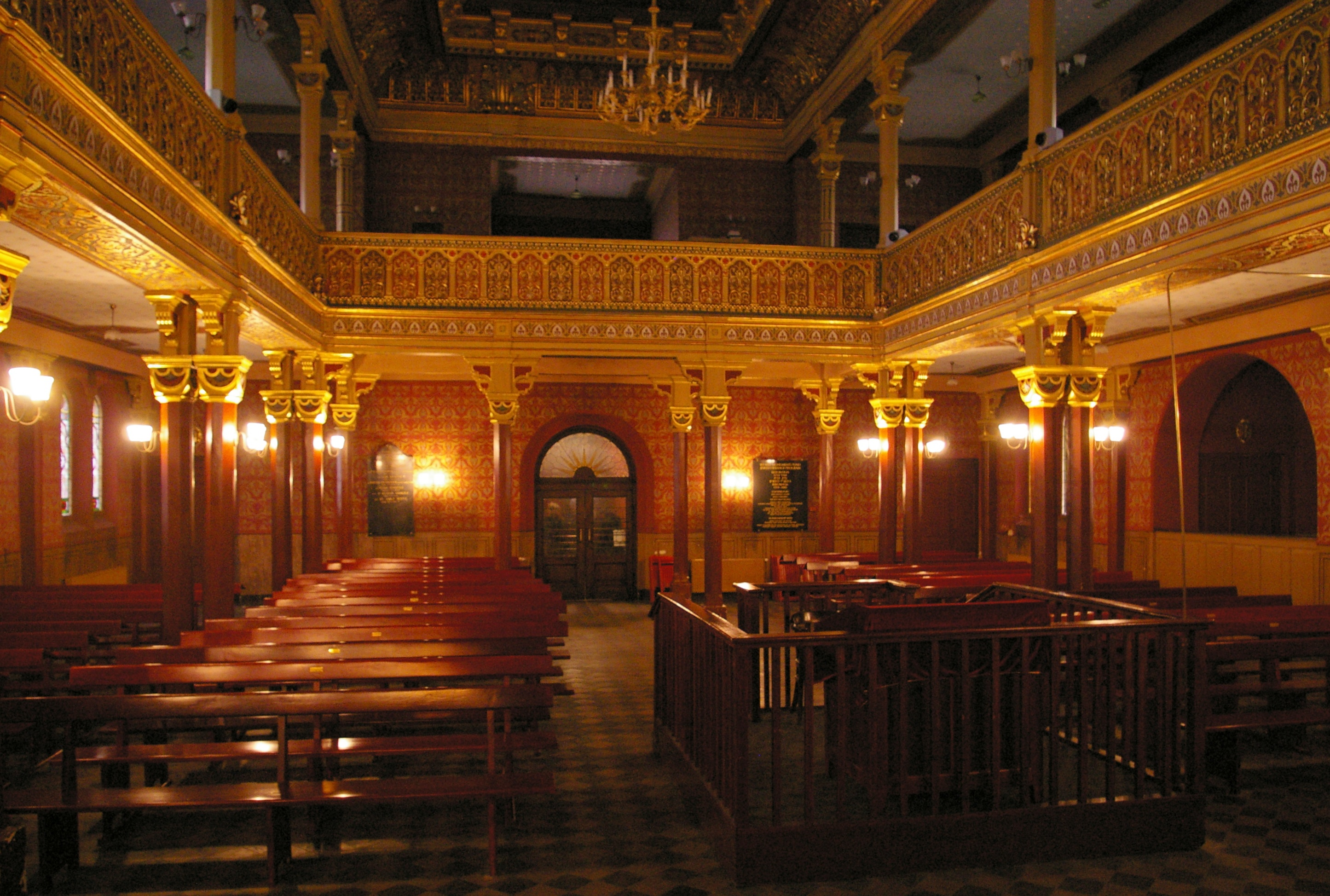
Wnętrze synagogi
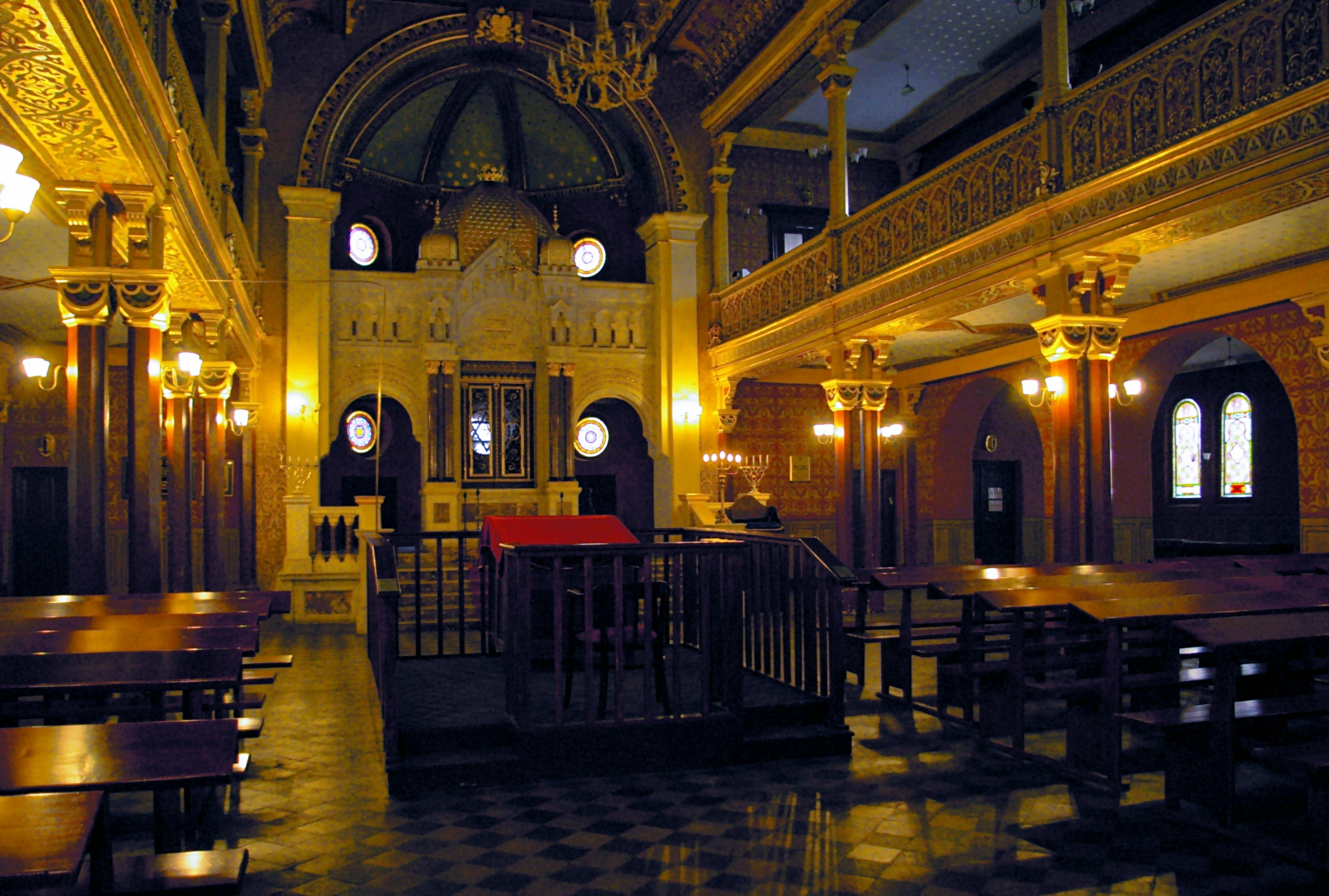
Wnętrze synagogi

W pierwszej fazie prac przeprowadzono badania archiwalne i opracowano dokumentację zachowanego stanu budynku, które sfinansował Społeczny Komitet Odnowy Zabytków Krakowa. W lecie 1995 roku ukończono odnawianie elewacji zewnętrznych, fasady głównej, ogrodzenia oraz zamontowano metalowe drzwi. W tym samym roku synagoga w ramach programu RAPHAEL otrzymała na dalszą renowację 48 270 euro.
W 1996 roku rozpoczęto renowację wnętrza synagogi, której podjęła się firma Rachtan Art Restauro. Przy odnawianiu i konserwowaniu cennych polichromii i sztukaterii pomagały przedwojenne przekazy ikonograficzne wnętrza. Ze środków SKOZK odnowiono galerie dla kobiet i sufit. W czerwcu 2000 roku ostatecznie zakończono proces rewaloryzacji synagogi, który uwieczniła tablica pamiątkowa w jej wnętrzu oraz gwiazda Dawida zawieszona na ryzalicie fasady.
W kwietniu 2000 roku na synagodze nieznani sprawcy wymalowali faszystowskie hasła oraz wizerunki swastyki i gwiazdy Dawida na szubienicy. Podobna sytuacja miała miejsce 13 czerwca 2004 roku, kiedy to nieznani sprawcy pomalowali synagogę i okoliczne kamienice napisami i wizerunkami o podobnym zabarwieniu. W czerwcu 2002 roku podczas wizyty w Krakowie, książę Karol odwiedził synagogę i spotkał się z krakowską społecznością żydowską.
Obecnie synagoga jest czynna, ale nabożeństwa odbywają się w niej tylko kilka razy do roku: w czasie trwania Festiwalu Kultury Żydowskiej, podczas specjalnych okazji czy największych świąt religijnych. Przez wiele lat, szczególnie przed II wojną światową, synagoga była krytykowana przez ortodoksyjną społeczność żydowską uczęszczającą m.in. do synagogi Remuh.

## Architektura

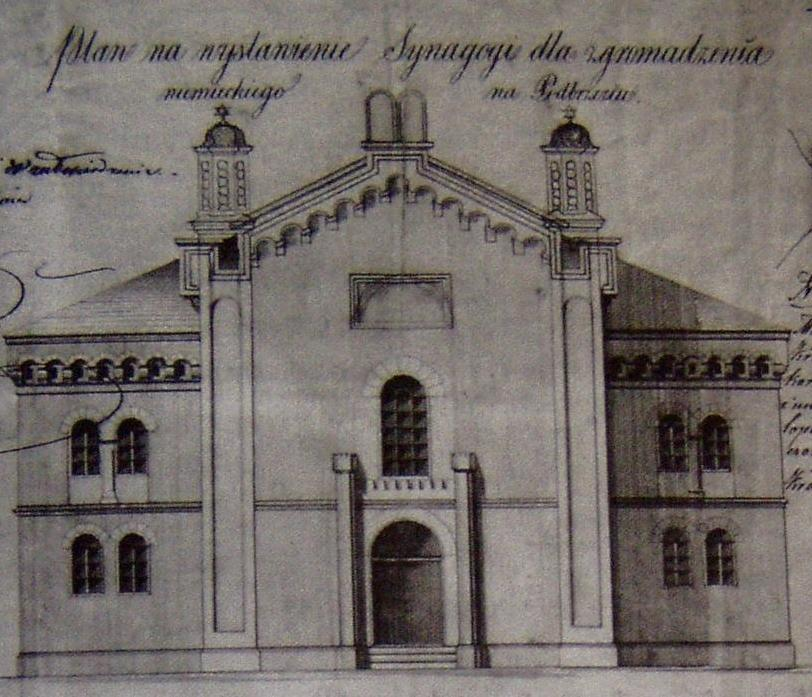
Fasada synagogi na projekcie Ignacego Hercoka, 1860

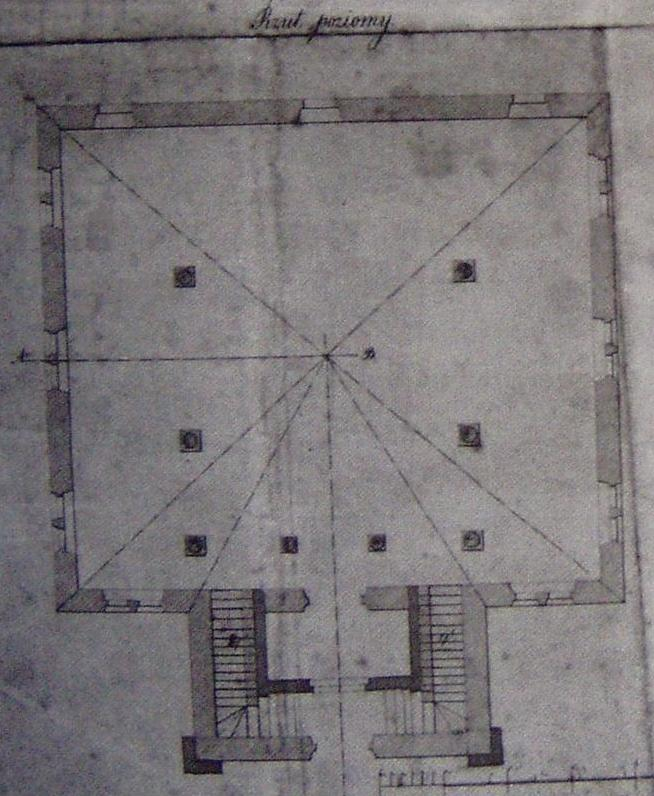
Rzut parteru na projekcie Ignacego Hercoka, 1860

Murowany budynek synagogi wzniesiono na planie prostokąta, w stylu mauretańsko-neorenesansowym. Posiada bardzo bogate wyposażenie oraz dekoracje elewacji, z elementami neorenesansowymi. Na elewacji i ścianach bocznych znajdują się dwudzielne, arkadowe okna w których znajduje się unikatowych 36 barwnych witraży z przełomu XIX i XX wieku, ufundowanych przez członków kongregacji.
Nad głównym wejściem, pod trójkątnym przyczółkiem, umieszczono tablice Dekalogu, wykonane z czarnego marmuru. Pod tablicami umieszczono tekst 100,4 psalmu: Wstępujcie w bramy Jego z pieśnią dziękczynną, z hymnami pochwalnymi na Jego dziedzińce.
Wnętrze głównej sali modlitewnej ozdabiają stiuki, stylizowane wzory na stropie i ścianach galerii dla kobiet, wspartej na żelaznych ozdobnych, zdwojonych filarach. Na środku sali głównej stoi bima, umieszczona zaraz po zakończeniu wojny. Po prawej stronie Aron ha-kodesz znajduje się pulpit kantora, który przed wojną stał bezpośrednio przed nim. Na szczególną uwagę zasługują mauretańskie polichromie plafonu oraz obiegających go faset nad centralną częścią sali głównej, a także balustrad galerii dla kobiet, których parapet ozdobiony jest liśćmi palmy, wykonanym w barwnym stiuku i podtrzymujących je filarów. Dekoracje zostały zaczerpnięte ze sztuki islamu, a polichromia sufitu prawdopodobnie z dekoracji minbaru meczetu Ibn-Tulun w Kairze.

### Aron ha-kodesz
We wschodniej części synagogi znajduje się monumentalny, zdobiony Aron ha-kodesz, wykonany z białego karraryjskiego marmuru. Stoi on na podwyższonym o sześć stopni podeście otoczonym, podobnie jak schody, rozbudowaną balustradą kolumnową, której trzony kolumn wykonane są z czarnego marmuru, kapitele zdobione są motywami roślinnymi, a narożniki zaakcentowano za pomocą masywnych postumentów, z których na trzech stoją duże świeczniki bożnicze.
Aron ha-kodesz jest rozbudowaną, trójosiową strukturą architektoniczną. Oś środkową stanowi przezroczysta, dekorowana ornamentem, dwudrzwiowa szafa ołtarzowa wsparta na cokole ujęta po bokach parzystymi czarnymi, marmurowymi, korynckimi kolumnami wspierającymi monumentalny tympanon z hebrajską inskrypcją obramiony łukiem arkadowym, zwieńczonym trójkątnym szczytem ozdobionym ślepymi arkadkami.
Całość głównej osi wieńczy duża złota półkopuła nakryta koroną. Szczyt flankują wieżyczki znajdujące się ponad belkowaniem umieszczonym ponad kolumnami. Ściany wieżyczek są zwieńczone krenelażem, powyżej których znajdują się małe kopuły przylegające doń do największej kopuły. Środkowa część jest ujęta dwoma dużymi przejściami do absydy, które mają formę łuku arkadowego. Ponad łukami, oraz ścianami zdobionych inskrypcjami znajdują się galeryjki arkadowe zwieńczone prostym belkowaniem.
Aron ha-kodesz umieszczony jest bezpośrednio przed półokrągłą apsydą, której sufit jest przyozdobiony wyobrażeniem rozgwieżdżonego nieba i oddzielony od pomieszczenia ścianką z arkadami. Zwieńczają ją złote tablice Dekalogu nakryte koroną na Torę, które symbolicznie adoruje para lwów. Dzieło to nawiązuje do podobnych przykładów w sztuce niemieckiej. Obramienie do pewnego stopnia stanowi powtórzenie rozwiązań w Nowej Synagodze w Berlinie i Starej Synagodze w Dreźnie.

### Witraże
W synagodze znajdują się 43 barwne witraże (20 w sali głównej, 21 na babińcu oraz 2 na klatkach schodowych) o motywach mauretańskich ufundowanych przez członków stowarzyszenia w latach 1894–1909 i 1925 oraz 6 okulusów wypełnionych witrażem z motywem gwiazdy Dawida. Są to jedyne zachowane witraże synagogalne w Polsce. W większości są to kompozycje geometryczno-roślinne. W jednym z witraży wykorzystano kompozycję i motywy fragmentu XVIII-wiecznej polichromii ściennej ze wschodniej ściany drewnianej bożnicy w Jabłonowie. Dwa przedstawiają również Świątynię Jerozolimską w postaci Meczetu na Skale. Tylko w przypadku witraża ufundowanego przez Markusa i Reginę Schönfeldów zachowała się sygnatura wykonawcy: Krakowski Zakład Witrażów i Mozaiki „Żeleński”.
| Witraże na poziomie parteru |                                                      |        |                                                     |
| Wygląd                      | Fundator                                             | Wygląd | Fundator                                            |
|                             | * nieznany * Jeruchem i Rachela Bazes                |        | * Ludwik i Paulina Baumgarten * Abraham Hirsch      |
|                             | * Mayer Kamsler * Wilhelm i Amalia Krongold          |        | * Wilhelm i Marya Fraenkel * ...ien Schönfeld       |
|                             | * Leon i Rozalia Hochstim * nieznany                 |        | * Roman i Jetti Silberbach * Bernard i Berta Reiner |
|                             | * nieznany * Majer Jakubowicz                        |        | * Maksymilian i Albertowa Propper                   |
|                             | * Zygmunt i Amalja Klein * Ferdynand i Flora Epstein |        | * Izaak i Amalja Potok                              |
|                             |                                                      |        |                                                     |

| Witraże na poziomie galerii dla kobiet |                                                             |        |                                                               |
| Wygląd                                 | Fundator                                                    | Wygląd | Fundator                                                      |
|                                        | * Natan Steinberg * Mindla Steinberg                        |        | * Leon i Rozalia Hochstim * Markus i Regina Schönfeld         |
|                                        | * Maksymilian i Albertowa Propper * Adela Pilznerowa        |        | * nieznany * Karolina Rosenblatt                              |
|                                        | * Salomon i Cecylia Liebling * Zygmunt i Wiktorya Gleitzman |        | * Salomea i Dorota * Synowie i córka Amalii Goldwasser        |
|                                        | * nieznany * Maks i Wil... ...arenpreis                     |        | * rodzina Fani Hochstim * Joanna i synowie Bernarda Seinfelda |
|                                        | * Dawid i Fanny Mandel * Emilia Abelesowa                   |        | * brak witraża * nieznany                                     |
|                                        |                                                             |        |                                                               |

### Tablice pamiątkowe
W synagodze znajduje się siedem tablic pamiątkowych, z czego cztery znajdują się w głównej sali modlitewnej, jedna na babińcu, a dwie w przedsionku.

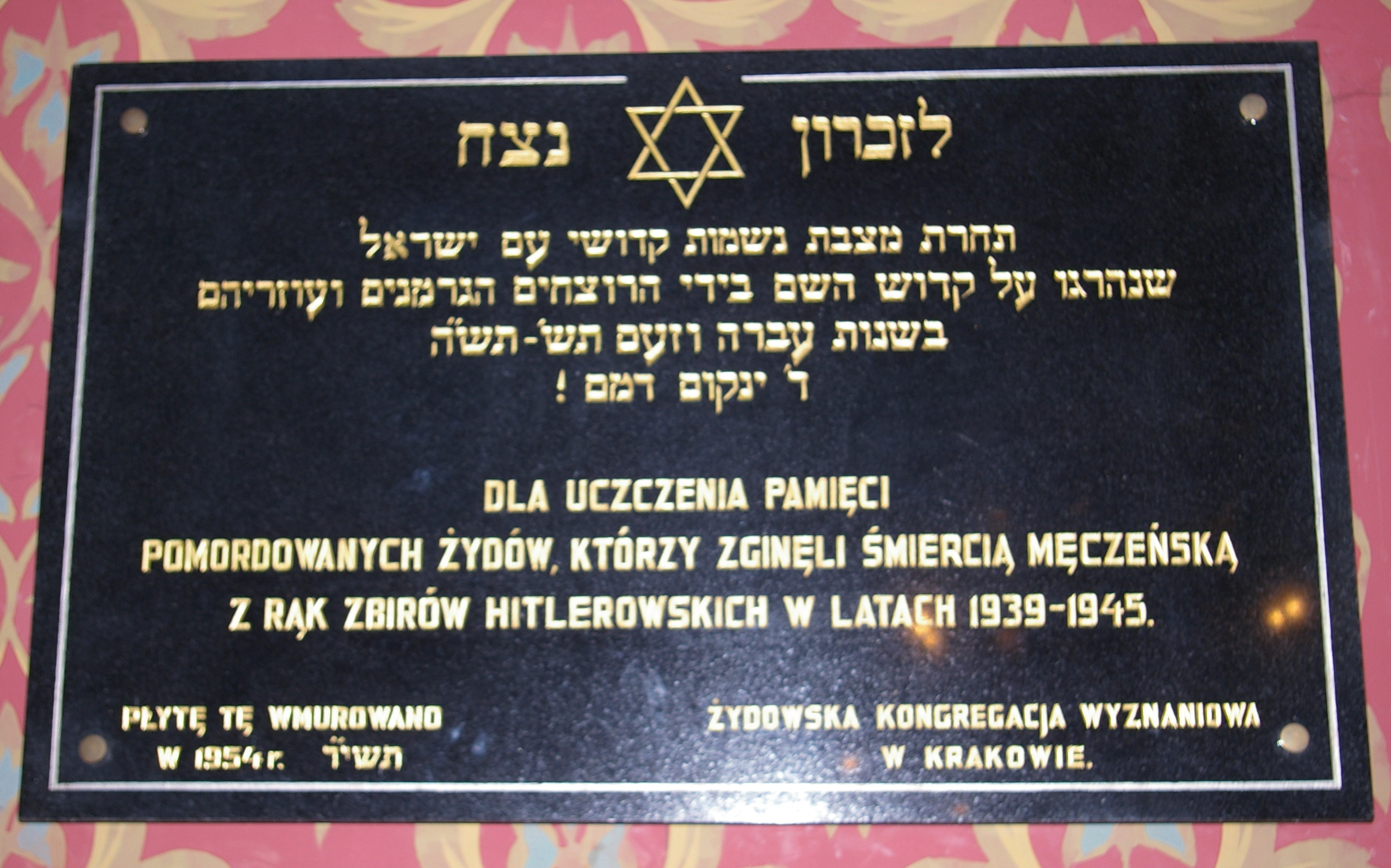
Tablica (1)
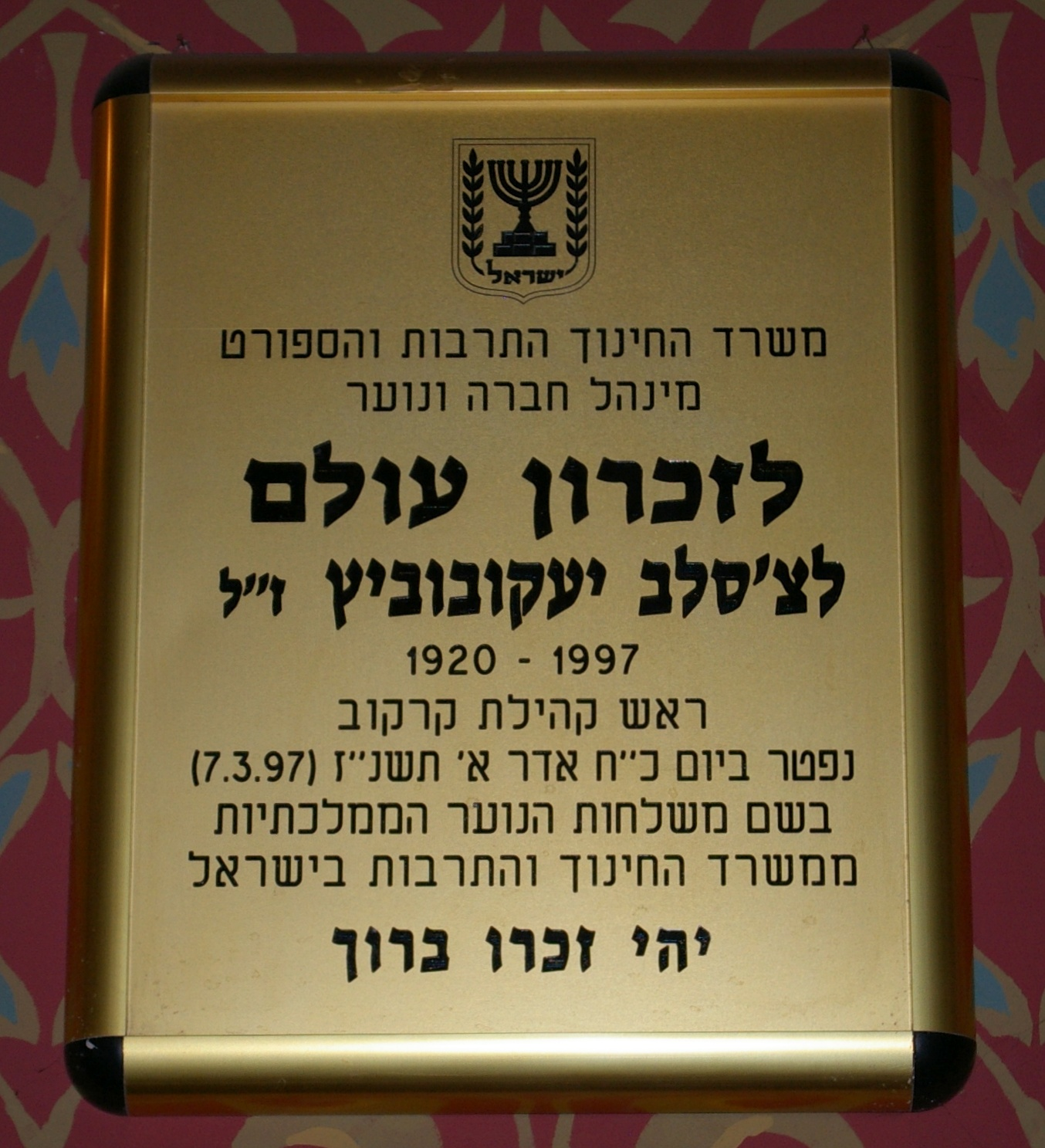
Tablica (2)
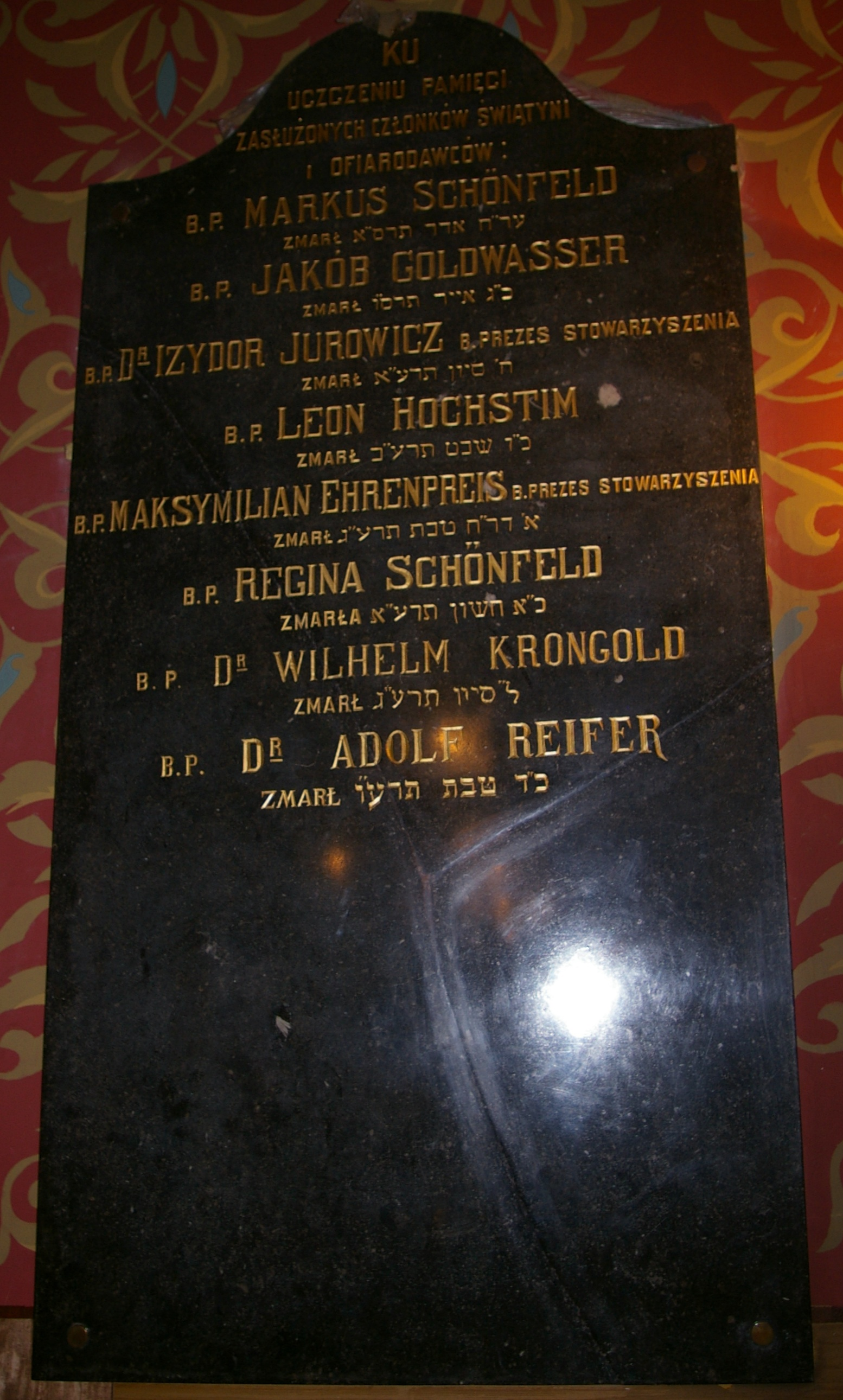
Tablica (3)
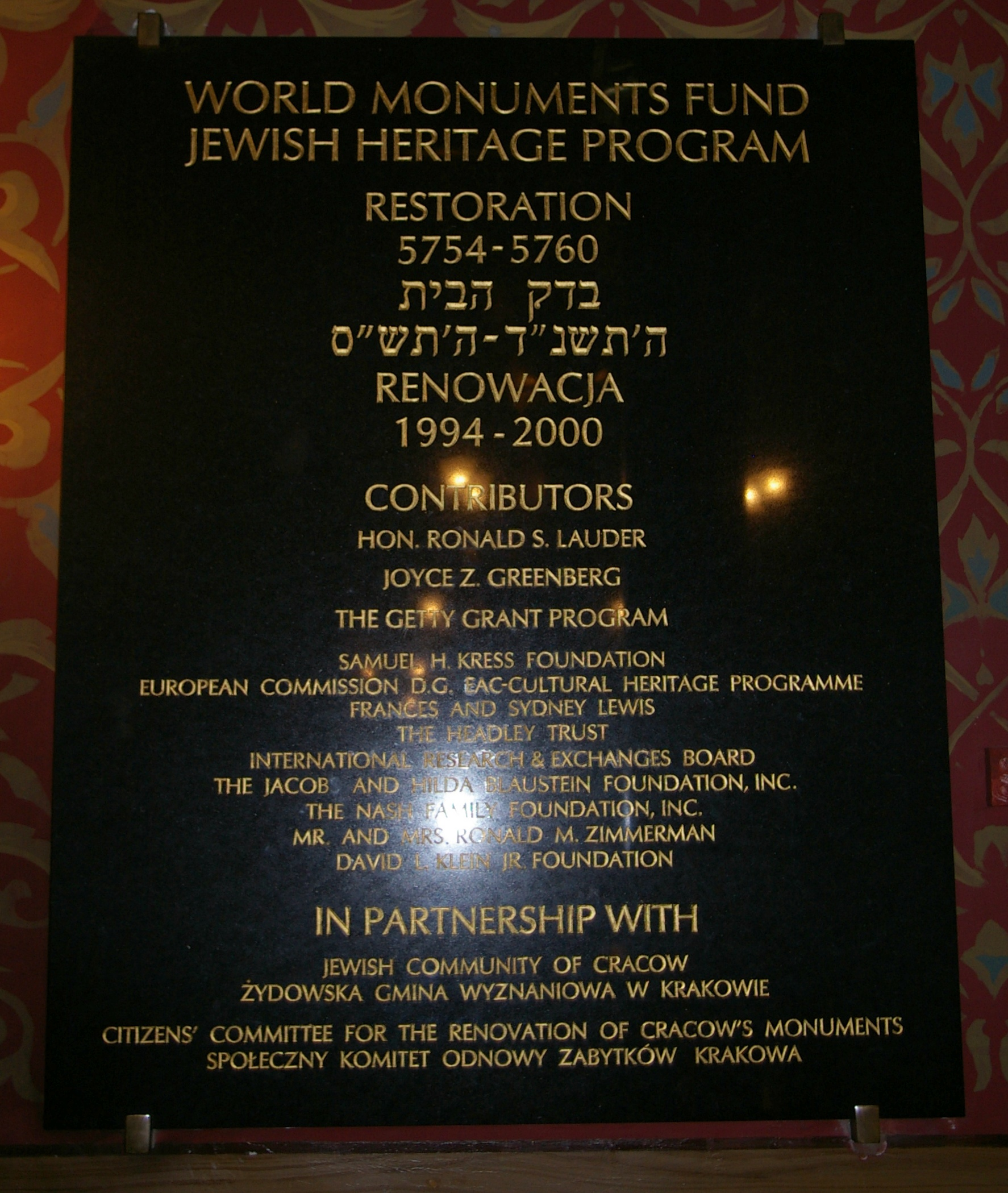
Tablica (4)
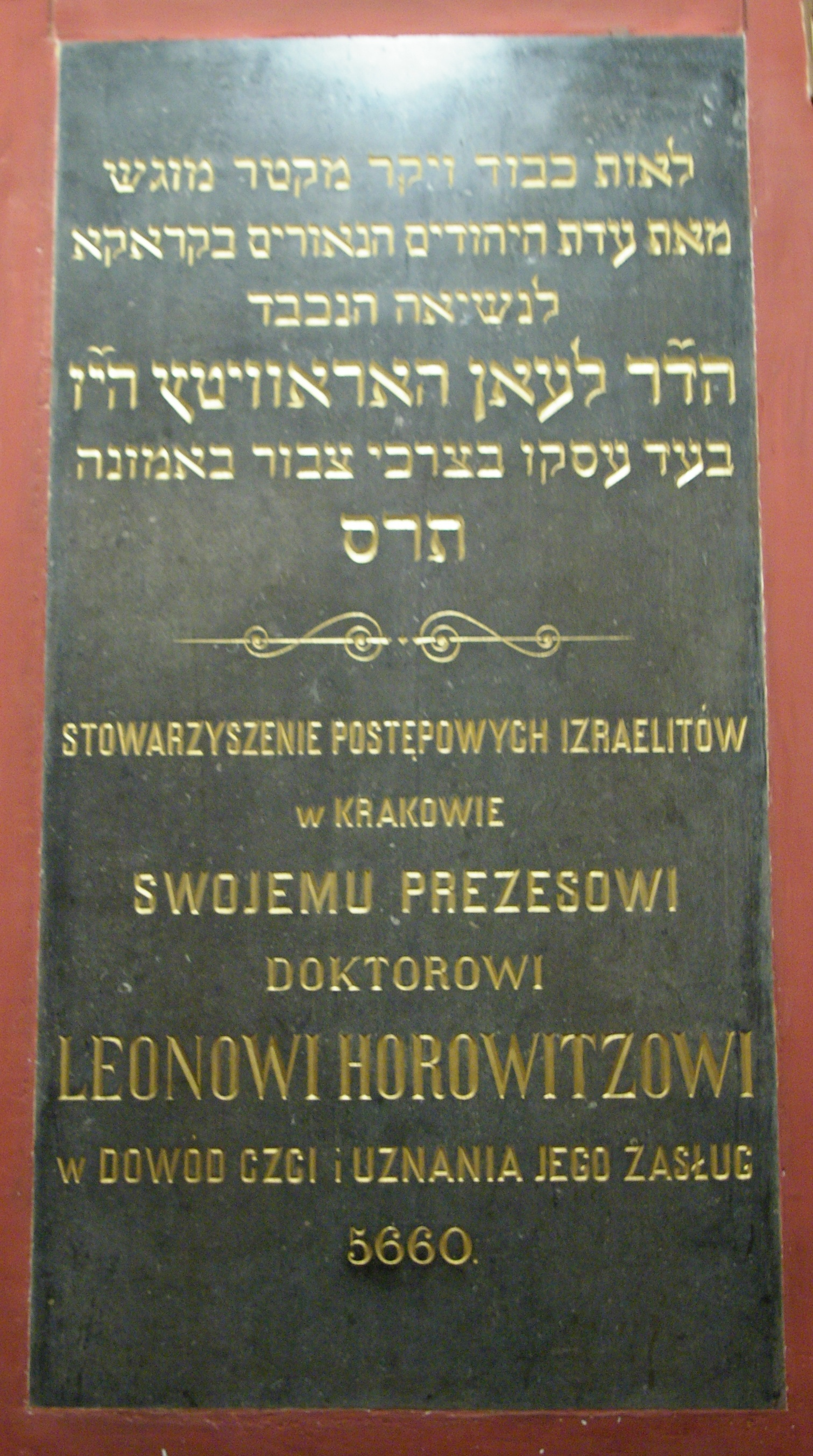
Tablica (5)
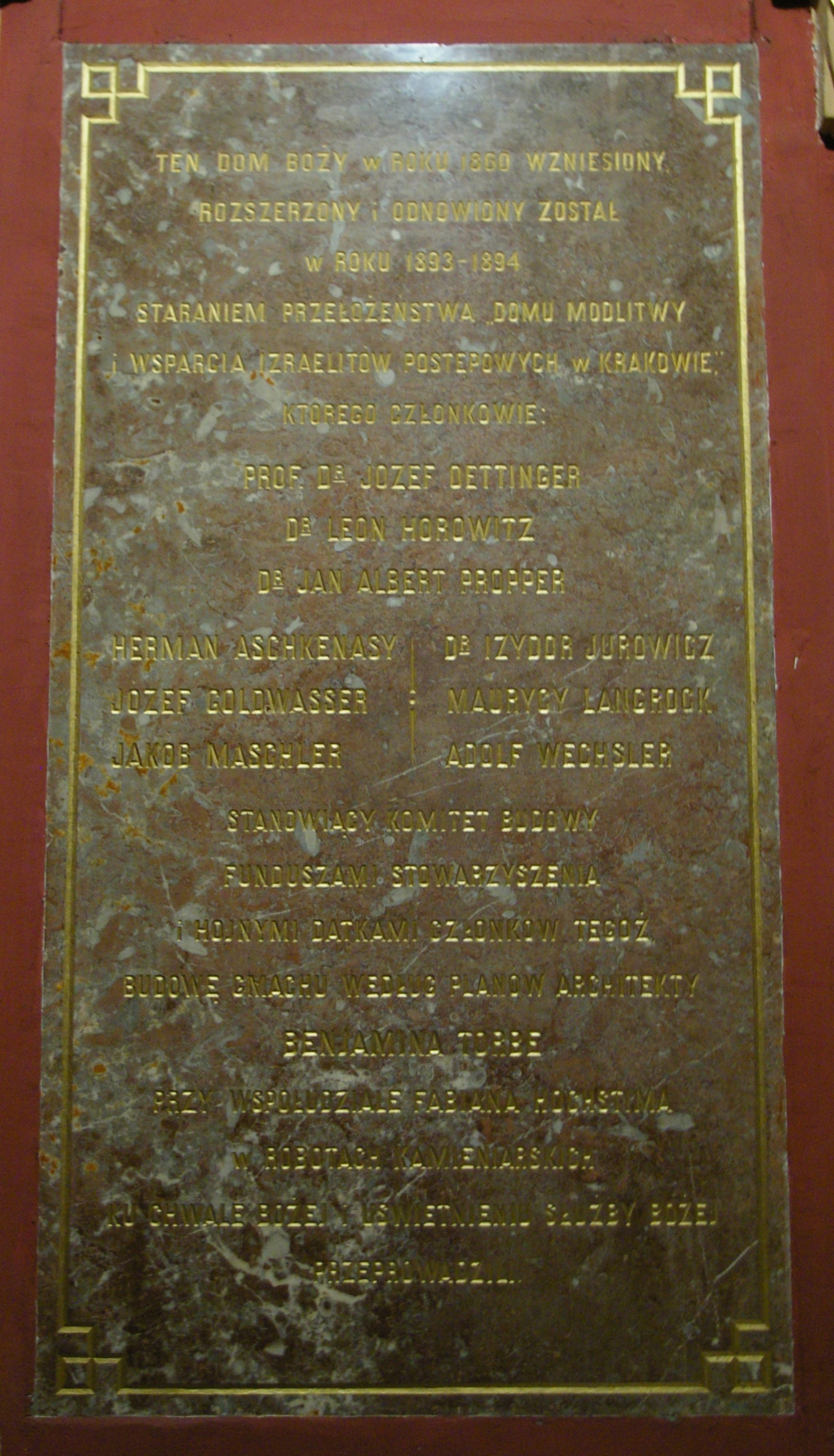
Tablica (6)
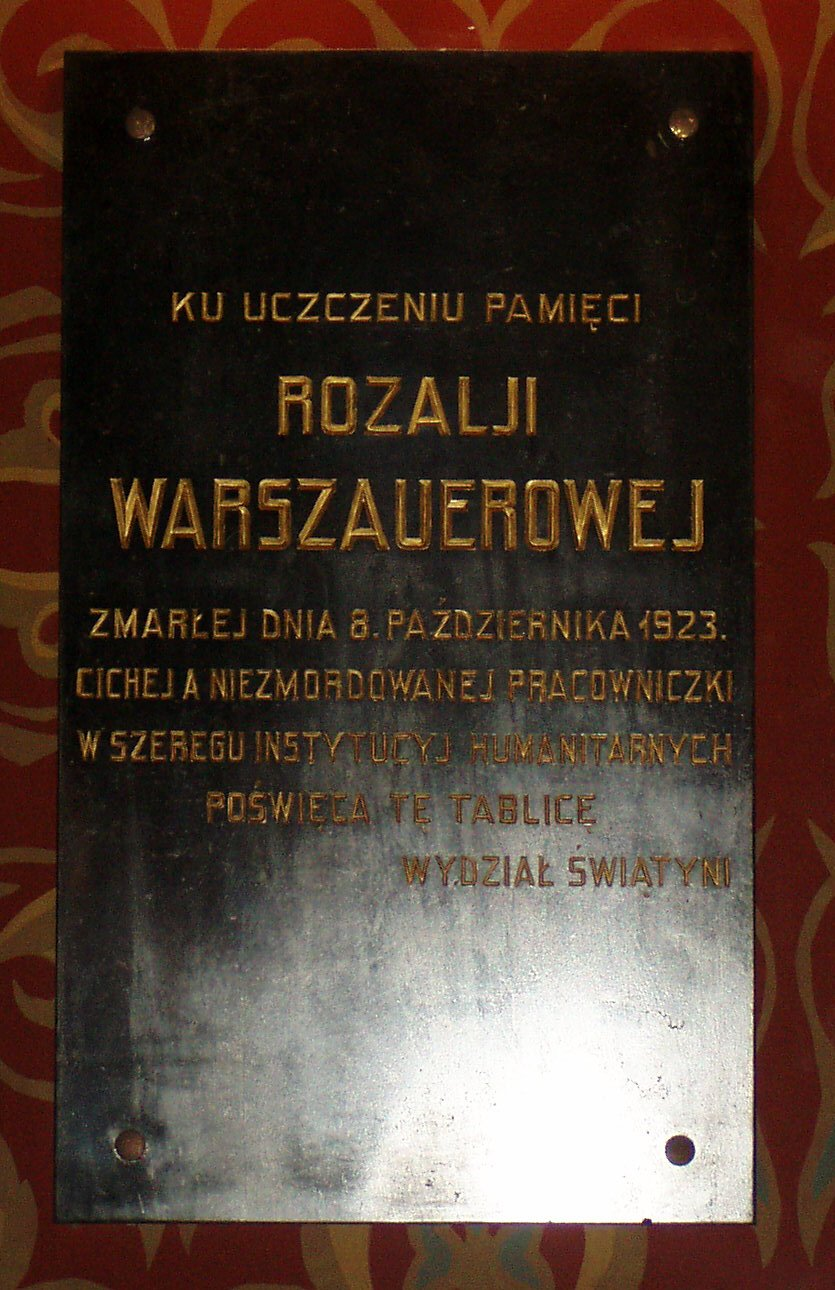
Tablica (7)

Pierwsza w języku polskim i hebrajskim została ufundowana w 1954 roku przez Kongregację Wyznania Mojżeszowego w Krakowie. Znajduje się na lewo od Aron ha-kodesz, zaraz obok portretu rabina Ozjasza Thona upamiętnia Żydów, którzy zginęli podczas II wojny światowej:
„Dla uczczenia pamięci pomordowanych Żydów, którzy zginęli śmiercią męczeńską z rąk zbirów hitlerowskich w latach 1939–1945.”
Druga w języku hebrajskim znajduje się na prawo od Aron ha-kodesz i upamiętnia Czesława Jakubowicza, wieloletniego przewodniczącego Kongregacji Wyznania Mojżeszowego i następnie Gminy Wyznaniowej Żydowskiej w Krakowie.
Trzecia w języku polskim i po części hebrajskim znajduje się na lewo od wejścia do sali głównej i upamiętnia zmarłych zasłużonych członków i ofiarodawców synagogi: Markusa Schönfelda, Jakóba Goldwassera, Izydora Jurowicza, Leona Hochstima, Maksymiliana Ehrenpreisa, Reginę Schönfeld, Wilhelma Krongolda i Adolfa Reifera. Nazwiska były wykuwane na tablicy zaraz po śmierci danego członka. Prawe połowa tablicy nie została zapełniona, czego powodem był wybuch II wojny światowej.
Czwarta w języku angielskim i po części polskim i hebrajskim znajduje się na prawo od wejścia do sali głównej i upamiętnia renowację synagogi przeprowadzoną w latach 1994–2000 oraz jej sponsorów i ofiarodawców.
Piąta w języku polskim i hebrajskim znajduje się w przedsionku i upamiętnia postać Leona Horowitza:
„Stowarzyszenie Izraelitów Postępowych w Krakowie swojemu prezesowi doktorowi Leonowi Horowitzowi w dowód czci i uznania jego zasług, 5660.”
Szósta w języku polskim również znajduje się w przedsionku i upamiętnia rozbudowę synagogi:
„Ten Dom Boży w roku 1860 wzniesiony, rozszerzony i odnowiony został w roku 1893-1894 staraniem przełożeństwa „Domu Modlitwy i Wsparcia Izraelitów Postępowych”, którego członkowie prof. dr Józef Dettinger, dr Leon Horowitz, dr Jan Albert Propper, Herman Aschkenasy, Józef Goldwasser, Jakob Maschler, dr. Izydor Jurowicz, Maurycy Langrock, Adolf Wechsler stanowiący komitet budowy, funduszami stowarzyszenia i hojnymi datkami członków tegoż budowę gmachu według planów architekty Beniamina Tobbe przy współudziale Fabiana Hochstima w robotach kamieniarskich ku chwale Bożej i uświetnieniu Służby Bożej przeprowadzeniu.”
Siódma w języku polskim znajduje się na ścianie zachodniej na babińcu i upamiętnia Rozalję Warszauerową:
„Ku uczczeniu pamięci Rozalji Warszauerowej zmarłej dnia 8 października 1923 cichej a niezmordowanej pracowniczki w szeregu instytucji humanitarnych poświęca tę tablicę wydział świątyni”

## Synagoga jako ośrodek kultury
Synagoga Tempel to nie tylko miejsce praktyk religijnych, ale również prężnie rozwijający się ośrodek kultury żydowskiej, w którym odbywają się liczne koncerty oraz spotkania, szczególnie podczas Festiwalu Kultury Żydowskiej.
Powodem tego jest dobra akustyka obiektu, jak również jego wielkość, który może pomieścić kilkaset ludzi.
W synagodze odbywały się liczne koncerty:
- kantorów: Benziona Millera, Alberta Mizrahi, Yaacova Motzena, Chaima Adlera, Aziego Schwartza, Israela Randa, Yitzhaka Meira Helfgota, Josepha Malovanego, którzy wykonywali muzykę poważną oraz synagogalną.
- zespołów: Andy Statman Trio, Beyond the Pale, Veretski Pass, SoCalled Orchestra, Maurice el Médioni meets Roberto Rodriguez, The Cracow Klezmer Band, Dafo Quartet, Lerner-Moguilevsky Duet, Reiner Trio, Greg Wall’s Later Prophets, które wykonywały przeróżne gatunki muzyki żydowskiej, od klezmeru po reggae.
- chórów: Kolot Min Hashamayim, Kantorów z Wielkiej Synagogi w Jerozolimie.
- wykonawców solowych: Ilony Sojdy, Shlomo Bara, Franka Londona, Lorina Sklamberga, Roba Schwimmera, Theodore’a Bikela.

W synagodze co roku występuje klezmer Leopold Kozłowski-Kleinman, któremu towarzyszą lub towarzyszyli jego przyjaciele: Jacek Cygan, Katarzyna Jamróz, Renata Świerczyńska, Katarzyna Zielińska, Marta Bizoń, Andrzej Róg, Jacek Hołubowski, Halina Jarczyk.

## Otoczenie synagogi
Synagoga stała kiedyś w niewielkim ogrodzie otoczonym murem. W wyniku regulacji ulic z dawnego ogrodu pozostał tylko skrawek znajdujący się za budynkiem. Za synagogą Tempel, w części ogrodu przylegającej do sąsiednich kamienic, powstało Centrum Społeczności Żydowskiej, ufundowane przez księcia Karola Windsora i uroczyście przez niego otwarte 29 kwietnia 2008.

## Galeria

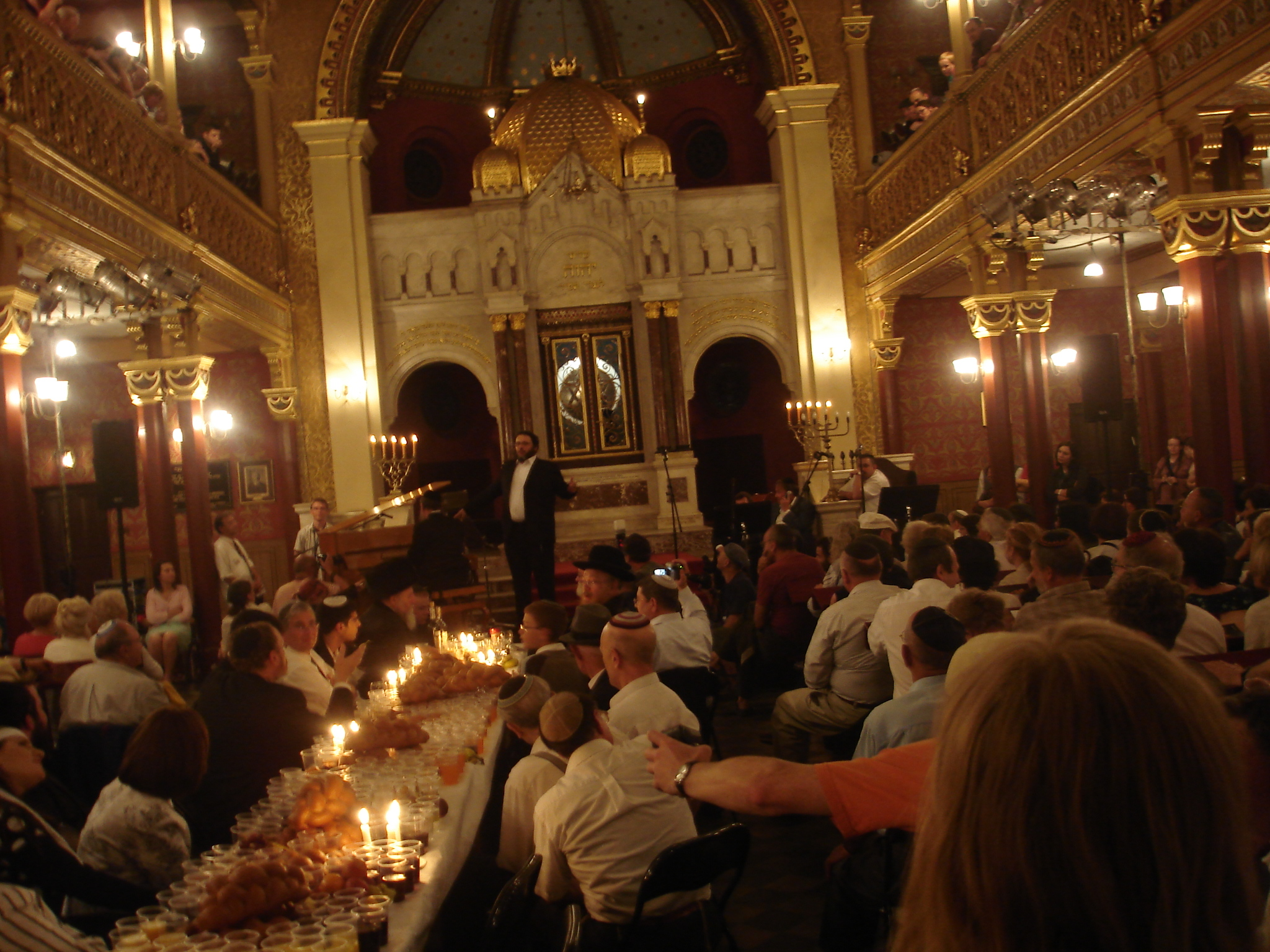
Meławe małke, koncert kantorów
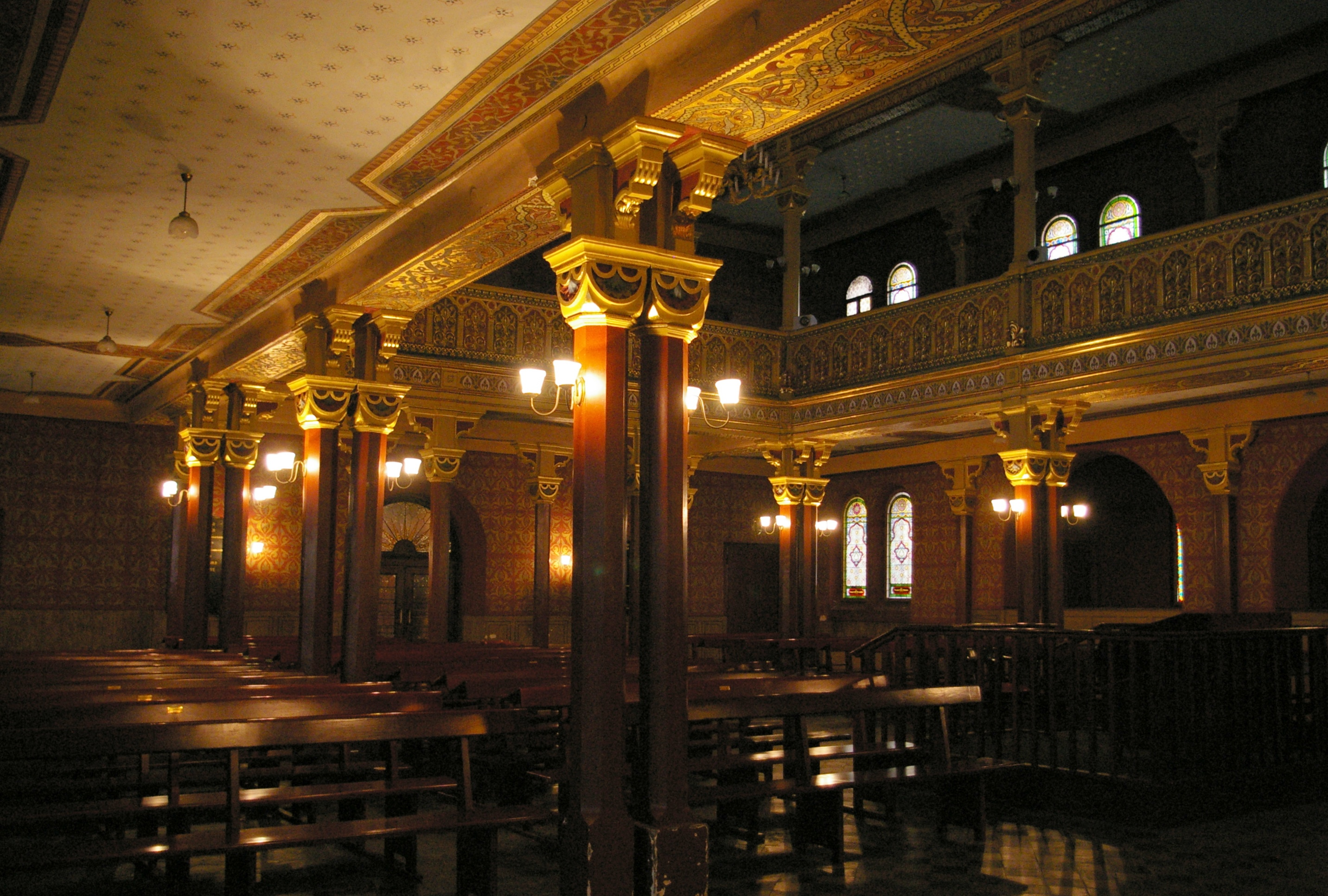
Wnętrze synagogi
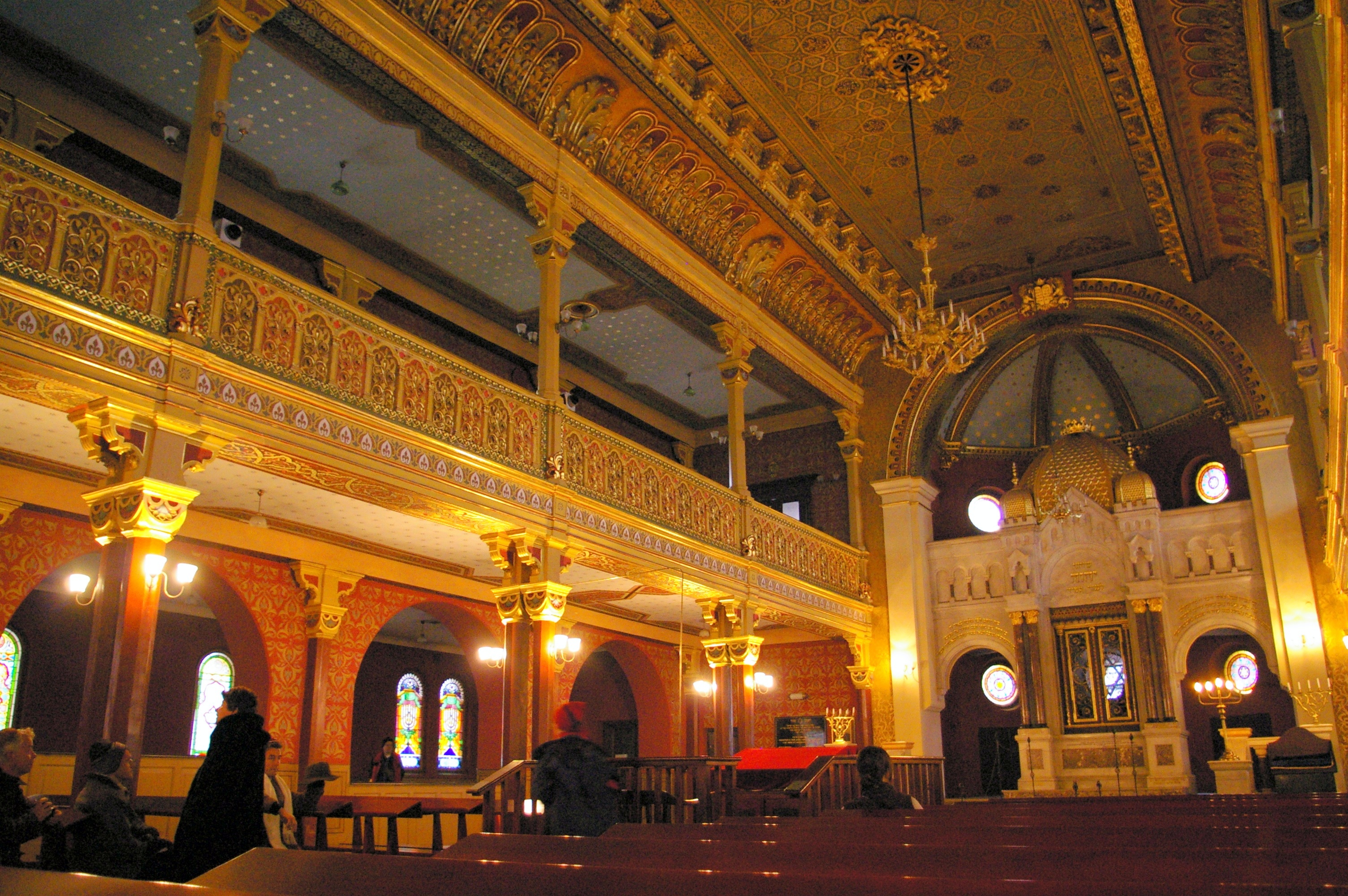
Wnętrze synagogi
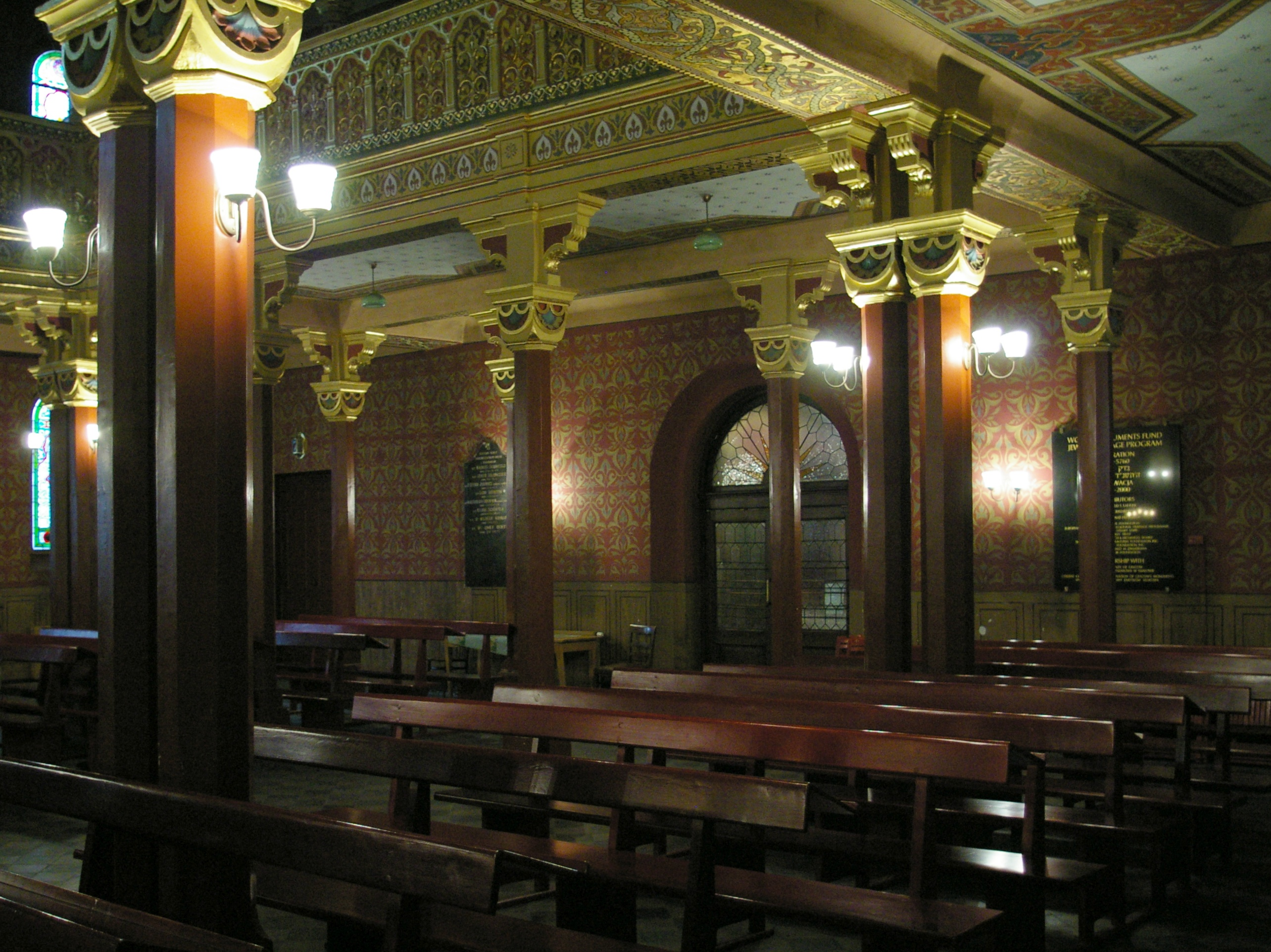
Wnętrze synagogi
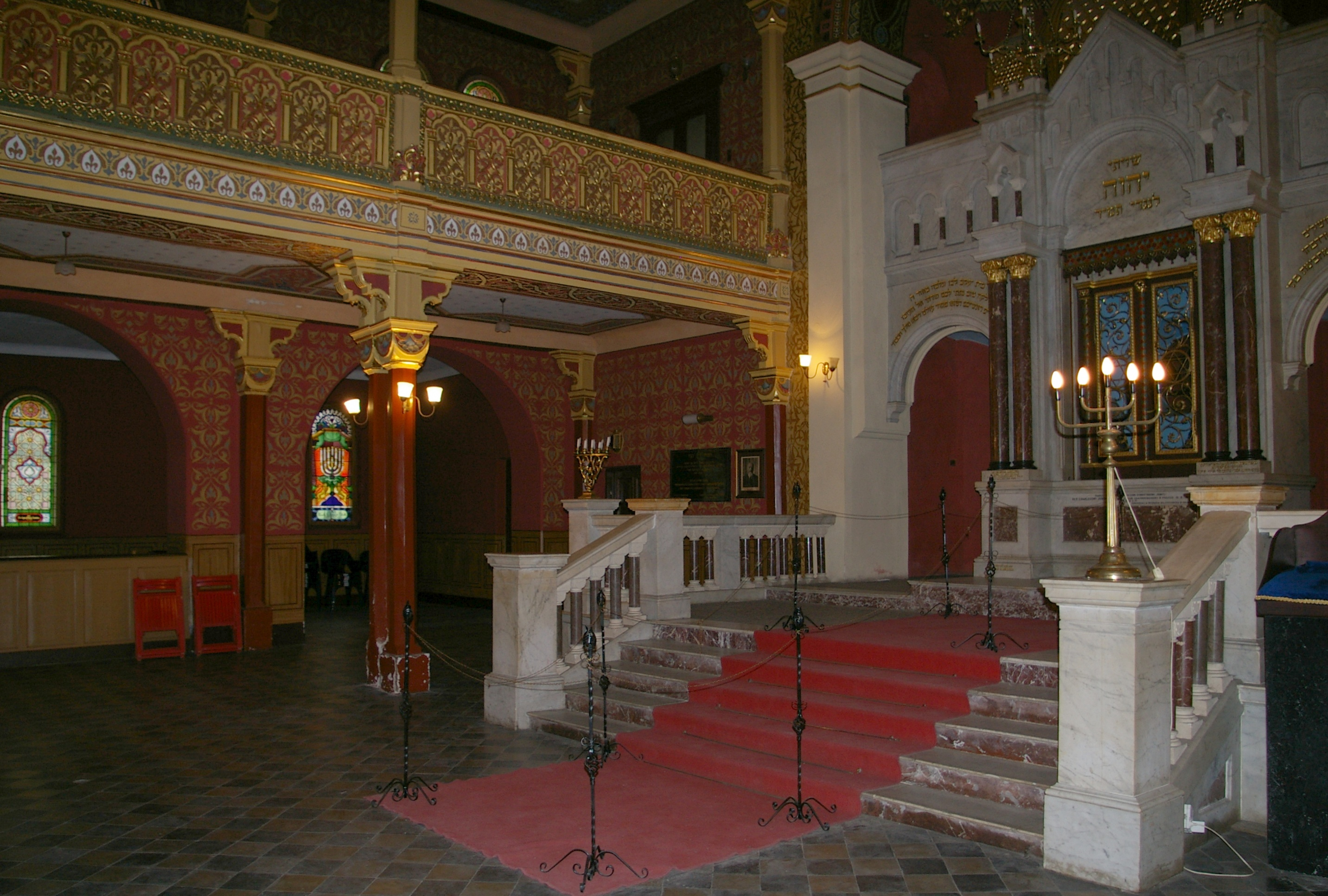
Wnętrze synagogi